# Thomas Enqvist
Thomas Karl Johan Enqvist (Stoccolma, 13 marzo 1974) è un allenatore di tennis ed ex tennista svedese.
Precocemente esaltato come il solo svedese in grado di seguire le orme di Stefan Edberg, Mats Wilander e Björn Borg, raggiunse il suo best ranking nel 1999 ottenendo il quarto posto delle classifiche mondiali.

## Carriera

### Junior
Nei tornei riservati agli under-18 ottenne grandi risultati: nel 1990 raggiunse la finale al Roland Garros (sconfitto da Gaudenzi), l'anno dopo vinse l'Australian Open e Wimbledon mentre a Parigi si fermò nuovamente in finale ma conquistò il torneo di doppio.

### Professionista
Durante tutta la sua carriera, Enqvist ha concluso per quattro volte l'anno tennistico nei top ten; ha vinto almeno un torneo Atp per sei anni consecutivi (1995-2000).
Enqvist ha vinto in totale 19 tornei di singolare, fra cui i Master Series di Parigi 1996, Stoccarda 1999 e Cincinnati 2000. Il suo primo successo risale al torneo di Bolzano del 1992; l'ultimo al torneo di Marsiglia del 2002 (torneo, quest'ultimo, che lo svedese si è aggiudicato in altre due occasioni: nel 1997 e nel 1998).
La sua miglior performance in un torneo dello Slam è avvenuta all'Australian Open 1999, quando perse in finale dal russo Evgenij Kafel'nikov. Ha raggiunto inoltre i quarti di finale a Wimbledon 2001.

### Allenatore
Lasciata l'attività agonistica non si è allontanato dal mondo del tennis. Dal 2010 al 2012 è stato infatti capitano della squadra svedese di Coppa Davis, mentre nel 2014 è stato assunto come allenatore da Fernando Verdasco.
Nella laver cup è stato eletto vice-capitano della squadra europea, affiancato al co-nazionale Bjon Borg.

## Statistiche

### Finali del Grande Slam (1)

#### Perse (1)
| Anno | Torneo          | Avversario in finale | Punteggio             |
| 1999 | Australian Open | Yevgeny Kafelnikov   | 6-4, 0-6, 3-6, 6(1)–7 |

### Singolare

#### Vittorie (19)
| Legenda                                                     |
| Grande Slam (0)                                             |
| Tennis Masters Cup (0)                                      |
| ATP Super 9 / Masters Series (3)                            |
| ATP Championship Series / ATP International Series Gold (2) |
| ATP World Series / ATP International Series (14)            |

| Legenda superfici |
| Cemento (13)      |
| Terra (2)         |
| Erba (0)          |
| Sintetico (4)     |

| N.  | Data             | Torneo                                         | Superficie       | Avversario in finale | Punteggio                  |
| 1.  | 19 ottobre 1992  | ATP Bolzano, Bolzano                           | Sintetico indoor | Arnaud Boetsch       | 6-1, 1-6, 7–6(7)           |
| 2.  | 30 agosto 1993   | Schenectady Open, Schenectady                  | Cemento          | Brett Steven         | 4-6, 6-3, 7–6(0)           |
| 3.  | 16 gennaio 1995  | Auckland Open, Auckland                        | Cemento          | Chuck Adams          | 6-2, 6-1                   |
| 4.  | 27 febbraio 1995 | U.S. Pro Indoor, Filadelfia                    | Sintetico        | Michael Chang        | 0-6, 6-4, 6-0              |
| 5.  | 15 maggio 1995   | U.S. Men's Clay Court Championships, Pinehurst | Terra rossa      | Javier Frana         | 6-3, 3-6, 6-3              |
| 6.  | 21 agosto 1995   | Indianapolis Championships, Indianapolis       | Cemento          | Bernd Karbacher      | 6-4, 6-3                   |
| 7.  | 13 novembre 1995 | Stockholm Open, Stoccolma (1)                  | Cemento          | Arnaud Boetsch       | 7-5, 6-4                   |
| 8.  | 15 aprile 1996   | Nuova Delhi Open, Nuova Delhi                  | Cemento          | Byron Black          | 6-2, 7–6(3)                |
| 9.  | 4 novembre 1996  | Paris Open, Parigi                             | Sintetico        | Evgenij Kafel'nikov  | 6-2, 6-4, 7-5              |
| 10. | 10 novembre 1996 | Stockholm Open, Stoccolma (2)                  | Cemento          | Todd Martin          | 7-5, 6-4, 7–6(0)           |
| 11. | 17 febbraio 1997 | Open 13, Marsiglia (1)                         | Cemento          | Marcelo Ríos         | 6-4, 1-0 rit.              |
| 12. | 9 febbraio 1998  | Open 13, Marsiglia (2)                         | Cemento          | Evgenij Kafel'nikov  | 6-4, 6-1                   |
| 13. | 4 maggio 1998    | Internazionali di Baviera, Monaco di Baviera   | Terra rossa      | Andre Agassi         | 6(4)–7, 7–6(6), 6-3        |
| 14. | 11 gennaio 1999  | South Australian Open, Adelaide                | Cemento          | Lleyton Hewitt       | 4-6, 6-1, 6-2              |
| 15. | 1º novembre 1999 | Stuttgart Super 9, Stoccarda                   | Cemento          | Richard Krajicek     | 6-1, 6-4, 5-7, 7-5         |
| 16. | 15 novembre 1999 | Stockholm Open, Stoccolma (3)                  | Cemento          | Magnus Gustafsson    | 6-3, 6-4, 6-2              |
| 17. | 5 luglio 2000    | Cincinnati Masters, Mason                      | Cemento          | Tim Henman           | 7–6(5), 6-4                |
| 18. | 30 ottobre 2000  | Swiss Indoors, Basilea                         | Sintetico        | Roger Federer        | 6-2, 4-6, 7–6(6), 1-6, 6-1 |
| 19. | 18 febbraio 2002 | Open 13, Marsiglia (3)                         | Cemento          | Nicolas Escudé       | 6(4)–7, 6-3, 6-1           |

#### Finali perse (7)
| Legenda                                                     |
| Grande Slam (1)                                             |
| Tennis Masters Cup (0)                                      |
| ATP Super 9 / Masters Series (1)                            |
| ATP Championship Series / ATP International Series Gold (0) |
| ATP World Series / ATP International Series (5)             |

| N. | Data             | Torneo                            | Superficie | Avversario in finale | Punteggio              |
| 1. | 7 agosto 1995    | Los Angeles Open, Los Angeles (1) | Cemento    | Michael Stich        | 7–6(7), 6(4)–7, 2-6    |
| 2. | 28 luglio 1997   | Los Angeles Open, Los Angeles (2) | Cemento    | Jim Courier          | 4-6, 4-6               |
| 3. | 2 marzo 1998     | U.S. Pro Indoor, Filadelfia       | Cemento    | Pete Sampras         | 5-7, 6(3)–7            |
| 4. | 1º febbraio 1999 | Australian Open, Melbourne        | Cemento    | Evgenij Kafel'nikov  | 6-4, 0-6, 3-6, –6(1)–7 |
| 5. | 10 gennaio 2000  | South Australian Open, Adelaide   | Cemento    | Lleyton Hewitt       | 6-3, 3-6, 2-6          |
| 6. | 20 marzo 2000    | Indian Wells Open, Indian Wells   | Cemento    | Àlex Corretja        | 4-6, 4-6, 3-6          |
| 7. | 28 agosto 2000   | Long Island Cup, Long Island      | Cemento    | Magnus Norman        | 3-6, 7-5, 5-7          |

### Doppio

#### Vittorie (1)
| Legenda                                                     |
| Grande Slam (0)                                             |
| Tennis Masters Cup (0)                                      |
| ATP Super 9 / ATP Masters Series (0)                        |
| ATP Championship Series / ATP International Series Gold (0) |
| ATP World Series / ATP International Series (1)             |

| N. | Data             | Torneo             | Superficie     | Compagno       | Avversari in finale              | Punteggio |
| 1. | 17 febbraio 1997 | Open 13, Marsiglia | Cemento indoor | Magnus Larsson | Olivier Delaître Fabrice Santoro | 6-3, 6-4  |